# Louis van Luxemburg
Louis Xavier Marie Guillaume (Luxemburg, 3 augustus 1986) is de derde zoon van groothertog Henri van Luxemburg en groothertogin María Teresa. Hij is prins van Luxemburg, prins van Nassau en prins van Bourbon-Parma.

## Familie en opleiding
Prins Louis heeft drie broers en een zus: erfgroothertog Guillaume (1981), prins Félix (1984), prinses Alexandra (1991) en prins Sébastien (1992). Zijn peetouders zijn prinses Margaretha van Luxemburg en Xavier Sanz. Prins Louis zat op de internationale school in Luxemburg en de Soleil-kostschool in het Zwitserse Villars-sur-Ollon.
Hij is de peetvader van zijn neef, prins Charles van Luxemburg.

## Huwelijk en gezin
Prins Louis ontmoette Tessy Antony toen zij vanwege een militaire missie in Kosovo verbleef en hij daar de troepen inspecteerde. Hun relatie werd publiek toen in 2005 bekend werd dat ze in verwachting was van hun eerste kind. Het stel huwde op 29 september 2006 in Gilsdorf.
Het echtpaar heeft twee kinderen:
- Gabriel Michael Louis Ronny (12 maart 2006)
- Noah Etienne Guillaume Gabriel Matthias Xavier (21 september 2007)

Prins Louis gaf met zijn huwelijk zijn rechten op de troon op, evenals die van zijn zoon Gabriel. Daarentegen behield hij zijn titel, terwijl zijn echtgenote en zoon de achternaam van Nassau kregen zonder verdere aanspreektitels. In 2009 kreeg Tessy bij groothertogelijk besluit alsnog de titels Prinses van Luxemburg, Prinses van Nassau en Prinses van Bourbon-Parma. Hun zoons werden toen Prins van Nassau.
Op 18 januari 2017 werd bekend dat prins Louis en Tessy gingen scheiden; de echtscheiding werd op 4 april 2019 uitgesproken.
In april 2021 maakte het paleis bekend dat Louis zich had verloofd met de Franse advocate Scarlett-Lauren Sirgue. Op 22 februari 2022 werd bekend dat de verloving afgeblazen werd door fundamentele meningsverschillen.